# Ute Scheub

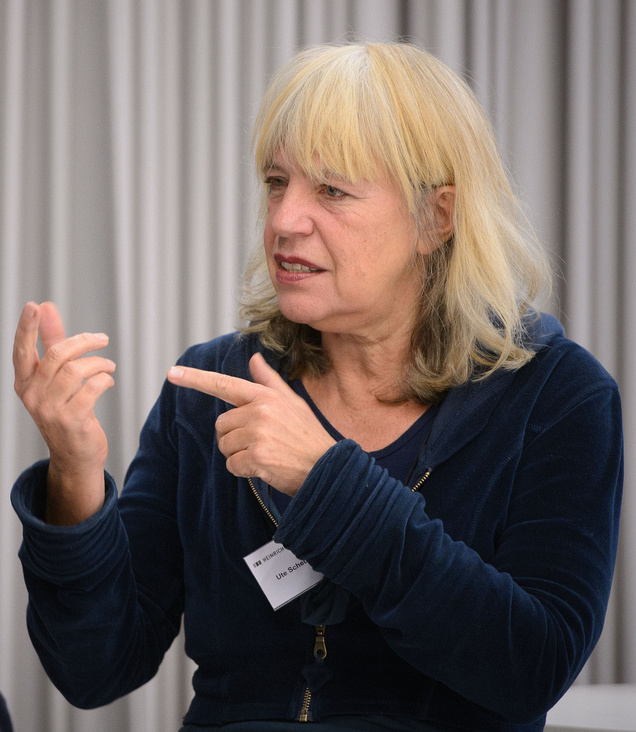
Ute Scheub, 2015

Ute Scheub (* 7. Oktober 1955 in Tübingen) ist eine deutsche Publizistin, Politologin und Autorin.

## Leben
Nach dem Abitur 1974 studierte Ute Scheub Politologie, Germanistik und Publizistik an der Freien Universität Berlin und erhielt 1980 den Abschluss als Diplom-Politologin, 2010 die Promotion. Sie lebt mit ihrer Familie in Berlin.

### Familie
Ute Scheubs Vater, ein ehemaliges SS-Mitglied, nahm sich im Anschluss an eine Lesung von Günter Grass auf dem Evangelischen Kirchentag 1969 in Stuttgart, in dem er vor all die Anwesenden im Saal nach vorne trat und seine Kameraden von der SS grüßte, mit Zyankali das Leben. Er geht in Grass’ Tagebuch einer Schnecke in die Figur des „Manfred Augst“ ein. Ute Scheub selbst verarbeitet ihr Verhältnis zu ihrem Vater später unter anderem in ihrem Buch Das falsche Leben.

## Journalistisches Wirken
Ute Scheub ist als Journalistin und Autorin für viele verschiedene Medien tätig. Sie gehörte zu den Gründungsmitgliedern der taz und war dort Redakteurin im Ökologieressort, als erste Umweltredakteurin eines deutschen Mediums. Danach arbeitete Scheub in der Nachrichtenredaktion der taz, später in den Lokalredaktionen Hamburg und Berlin, zuletzt war sie dort Frauenredakteurin. 1986 war sie für ein Jahr lang Pressesprecherin der Parlamentsfraktion der Hamburger Grün-Alternative Liste (GAL). Seit 1997 arbeitet Ute Scheub als freie Journalistin und Buchautorin.

## Politisches Engagement

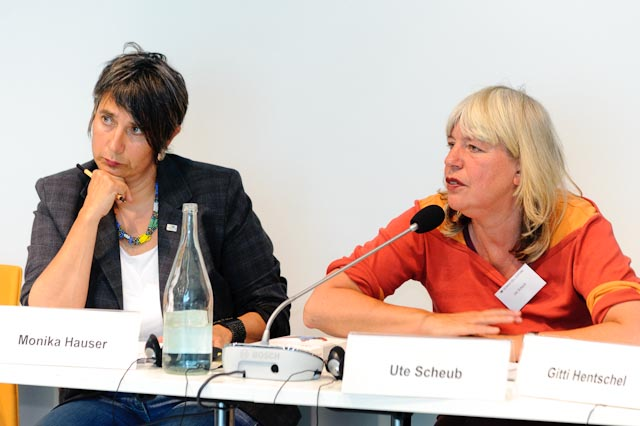
Ute Scheub auf einer Konferenz mit Monika Hauser, 2011

Sie war 1991 aus Anlass des Golfkrieges Mitbegründerin der „Frauenaktion Scheherazade“, 2003 anlässlich des Irakkrieges Mitbegründerin des deutschen „Frauensicherheitsrates“ und im Herbst 2006 europäische Koordinatorin des weltweiten Projektes „PeaceWomen Across the Globe“.
2010 war sie Mitbegründerin des Vereins Papageiensiedlung in der Waldsiedlung Zehlendorf, der sich für soziale und ökologische Aspekte in der Nachbarschaft einsetzt und die Siedlung klimafreundlich stellen will.
Sie ist Mitglied im Kuratorium der taz Panter Stiftung und gehört zum Gründungsteam des Netzwerks Klimajournalismus Deutschland.

## Auszeichnungen
- 1992 Ingeborg-Drewitz-Preis für ihr publizistisches Gesamtwerk.
- 1998 „Revolutionspreis“ der IG Medien für die taz-Sonderausgabe über das Revolutionsjahr 1848.
- 2012 Alternativer Medienpreis. Erster Preis in der Sparte Online für ihre Website VisioNews.[10]
- 2012 Stiftung Buchkunst zeichnet ihren „Beschissatlas“ als eines der 25 „schönsten deutschen Bücher 2012“ aus
- 2013 Sonderpreis der Jury des Deutschen Gartenbuchpreises für „Terra Preta“[11]
- 2017 Salus-Medienpreis, zusammen mit Stefan Schwarzer, für das Buch „Humusrevolution“[12]
- 2024 Umweltmedienpreis, zusammen mit Stefan Schwarzer, für das Buch „Aufbäumen gegen die Dürre - Wie uns die Natur helfen kann, den Wassernotstand zu beenden“[13]

## Schriften
- Krawalle und Liebe – Geschichte aus Berlin. Hamburg 1983. ISBN 3-499-15270-3
- Alte Bekannte – Den neuen Nazis und ihren geheimen Freunden auf der Spur. Hamburg 1985. ISBN 3-499-15507-9
- Zwischen Prunk und Stunk – eine kleine Hamburger Skandalchronik. Hamburg 1986. ISBN 3-925387-20-X
- Verrückt nach Leben – Berliner Szenen in den zwanziger Jahren. Hamburg 2000. ISBN 3-499-22679-0
- Friedenstreiberinnen – elf Mutmachgeschichten aus einer weltweiten Bewegung. Gießen 2004. ISBN 3-89806-931-1
- Das falsche Leben – eine Vatersuche. München 2006. ISBN 3-492-04839-0
- Heldendämmerung – die Krise der Männer und warum sie auch für Frauen gefährlich ist. München 2010. ISBN 978-3-570-55110-3
- mit Yvonne Kuschel: Beschiss-Atlas – Zahlen und Fakten zu Ungerechtigkeiten in Wirtschaft, Gesellschaft und Umwelt. München 2012. ISBN 978-3-453-28037-3
- Gute Nachrichten! Wie Frauen und Männer weltweit Kriege beenden und die Umwelt retten. Heinrich-Böll-Stiftung 2012, ISBN 978-3-86928-092-9
- mit Haiko Pieplow und Hans-Peter Schmidt: Terra Preta. Die schwarze Revolution aus dem Regenwald. Mit Klimagärtnern die Welt retten und gesunde Lebensmittel produzieren. 2013, ISBN 978-3-86581-407-4
- Good News. How women and men stop violence and save the planet. Heinrich-Böll-Stiftung 2013, ISBN 978-3-86928-111-7
- Ackergifte? Nein danke! Für eine enkeltaugliche Landwirtschaft. Akt 438. Klein Jasedow 2014, ISBN 978-3-927369-87-0
- mit Annette Jensen: Glücksökonomie. Wer teilt, hat mehr vom Leben.[14] Oekom-Verlag, München 2014. 320 S.
- mit Harald Schumann: Die Troika – Macht ohne Kontrolle: Eine griechische Tragödie und eine europäische Groteske in fünf Akten.[15] 2015.
- mit Stefan Schwarzer: Die Humusrevolution, oekom-Verlag 2017, ISBN 978-3-86581-838-6
- Demokratie Die Unvollendete – Plädoyer für mehr Teilhabe (Ein Buch von: mehr-demokratie.de) Oekom-Verlag 2017
- Europa – die unvollendete Demokratie. Ein Buch von: mehr-demokratie.de, Oekom-Verlag 2019
- mit Christian Küttner: Abschied vom Größenwahn - Wie wir zu einem menschlichen Maß finden, Oekom-Verlag 2020, ISBN 978-3-96238-205-6[16]
- B.A.U.weisen – weise bauen, 40 Jahre B.A.U., dem Bund Architektur und Umwelt e.V., Oekom-Verlag 2021, ISBN 978-3-96238-271-1[17]
- mit Annette Jensen: Was wir ernten. Landwirtschaft und Klimaschutz. Journalismus und Nachhaltigkeit, Band 14, ISBN 978-3-949407-02-4
- Der große Streik der Pflanzen. Jugendroman. Verlagshaus Jacoby& Stuart 2022, ISBN 978-3-96428-128-9
- Klimaheldinnen & Ökopioniere. Verlagshaus Jacoby& Stuart 2022, ISBN 978-3-96428-152-4
- mit Stefan Schwarzer: Aufbäumen gegen die Dürre. Wie uns die Natur helfen kann, den Wassernotstand zu beenden, Oekom-Verlag 2023, ISBN 978-3-98726-020-9
- mit Lino Zeddies, Stella Schaller und Sebastian Vollmar: Zukunftsbilder 2045 – Eine Reise in die Welt von morgen, Oekom-Verlag 2023, ISBN 978-3-96238-386-2.

## Mitarbeit und Einzelbeiträge
- Gunda-Werner-Institut (Hrsgs): Hoffnungsträger 1325 -Resolution für eine geschlechtergerechte Friedens- und Sicherheitspolitik in Europa. Ulrike Helmer Verlag 2008, ISBN 978-3-89741-282-8
- Mit Ines Pohl (Hrsg.): 50 einfache Dinge, die Sie tun können, um die Gesellschaft zu verändern. Westend Verlag 2011, ISBN 978-3-938060-34-6
- Harald Welzer, Stephan Rammler (Hrsg.): Der Futurzwei Zukunftsalmanach 2013. S. Fischer Verlag 2012, ISBN 978-3-596-19420-9
- Harald Welzer, Dana Giesecke, Luise Tremel (Hrsg.): Futurzwei Zukunftsalmanach 2015/16. S. Fischer Verlag 2014, ISBN 978-3-596-03049-1
- Rolf Kreibich, Fritz Lietsch (Hrsg.): Zukunft gewinnen! Die sanfte (R)evolution für das 21. Jahrhundert – inspiriert von Visionär Robert Jungk. ISBN 978-3-925646-65-2
- Dana Giesecke, Saskia Hebert, Harald Welzer (Hrsg.): Futurzwei Zukunftsalmanach 2017/18. S. Fischer Verlag 2016, ISBN 978-3-596-03693-6
- Klaus Farin (Hrsg.): Heimat? Hirnkost Verlag 2020, ISBN 978-3-948675-03-5
- Ernährungsrat Berlin (Hrsg.): Berlin isst anders. Ein Zukunftsmenü für Berlin und Brandenburg. E-Book. 2021, ISBN 978-3-7541-5310-9 (ernaehrungsrat-berlin.de).
- Dana Giesecke/Harald Welzer (Hrsg.): Zu spät für Pessimismus. S.Fischer Verlag 2022, ISBN 978-3-10-397183-5